# 진 크랜츠
유진 프랜시스 "진" 크랜츠(1933년 8월 17일 ~ )는 미국의 항공 우주 엔지니어로, 전직 전투기 조종사, 전직 미항공우주국(NASA) 운항 책임자(Flight Director) 및 관리자(Manager)이다.
제미니(Gemini)와 아폴로(Apollo) 프로그램 동안에, 미항공우주국의 초대 운항책임자(Flight Director)인 크리스 크래프트 (Chris Kraft)를 이어 두번째로 최고 운항책임자 (Chief Flight Director)로 근무했는데, 아폴로 11호의 최초 달 착륙시에 운항 책임자 역할을 한 것과 아폴로 13호 승무원을 구하기 위한 임무 관제 팀(Mission Control Team)의 임무를 성공적으로 수행한 것으로 널리 알려져 있다. 영화 "아폴로 13호"에서는 배우 에드 해리스가 그의 역할을 하였다. 또한 그의 트레이드 마크인 클로즈 컷 플랫톱 헤어 스타일과 아내인 마르타 크랜츠(Marta Kranz)가 다양한 스타일과 재료로 만들어준 훌륭한 "임무" 조끼( waistcoats )를 착용하고 운항 책임자의 임무를 수행한 것으로도 유명하다.
크랜츠는 그와 동시대의 미국 우주 비행사들에게 개인적인 친구였고, 미국 유인 우주 탐사의 역사에서 자신이 만든 "강인하고 경쟁력있는 미항공우주국(NASA tough-and-competent)"이라는 '크랜츠 용어(Kranz Dictum)'를 실제로 구현한 탁월하고 다채로운 인물로 남아 있다. 다수의 영화, 다큐멘터리 영화 및 서적과 정기 간행물에서 그를 주제로 삼았다. 대통령 자유 훈장을 받았고, 2010년 우주 재단 (Space Foundation)에 의하여 수행된 설문 조사에서는 '가장 인기있는 우주 영웅' 2위에 올랐다.